# Championnat du monde junior de street-hockey

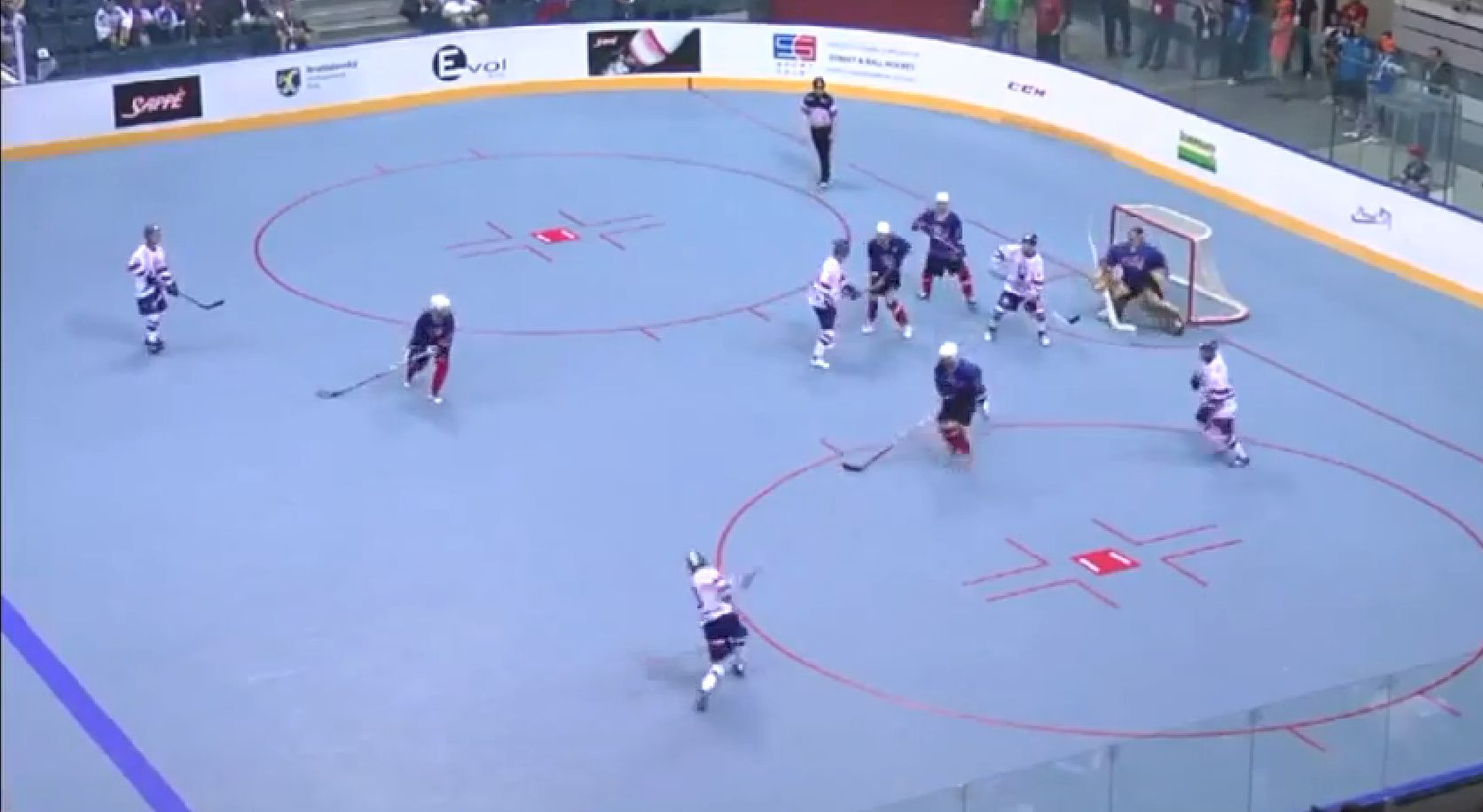
Photo représentant le street-hockey joué avec une balle.

Le championnat du monde junior de street-hockey (pour les joueurs de moins de 20 ans) se tient tous les deux ans depuis 2000 et est organisé par la fédération internationale de street-hockey (en).

## Palmarès
| Année | Or         | Argent    | Bronze     | Lieu                              |
| ----- | ---------- | --------- | ---------- | --------------------------------- |
| 2000  | Canada     | Tchéquie  | Slovaquie  | Kralupy nad Vltavou, Tchéquie     |
| 2002  | Tchéquie   | Slovaquie | Canada     | Champéry, Suisse                  |
| 2004  | Slovaquie  | Tchéquie  | Canada     | Martin, Slovaquie                 |
| 2006  | États-Unis | Slovaquie | Tchéquie   | Aoste, Italie                     |
| 2008  | Canada     | Slovaquie | États-Unis | Saint-Jean de Terre-Neuve, Canada |
| 2010  | Canada     | Tchéquie  | Slovaquie  | Villach, Autriche                 |
| 2012  | Canada     | Tchéquie  | États-Unis | Písek, Tchéquie                   |
| 2014  | Slovaquie  | Tchéquie  | États-Unis | Bratislava, Slovaquie             |
| 2016  | Slovaquie  | Canada    | Tchéquie   | Sheffield, Royaume-Uni            |
| 2018  | Tchéquie   | Canada    | Slovaquie  | Saint-Jean de Terre-Neuve, Canada |
| 2023  | Canada     | Slovaquie | Tchéquie   | Liberec, Tchéquie                 |
| 2024  |            |           |            | Žilina, Slovaquie                 |